# Karl von Coudenhove
Hrabě Karl Maria von Coudenhove (2. prosince 1814 Vídeň – 28. srpna 1868 Bad Ischl) byl rakouský generál z rodu Coudenhove. Od mládí sloužil v armádě a vynikl v bojích v Uhrách v letech 1848–1849. Nakonec dosáhl hodnosti polního podmaršála (1866). Jeho potomci zdědili majetek na jižní Moravě (Kunštát) a užívali příjmení Coudenhove-Honrichs.

## Životopis
Pocházel ze starého šlechtického rodu z Brabantska, jehož členové později vstoupil do služeb Habsburské monarchie a v roce 1790 získali říšský hraběcí titul. Narodil se jako čtvrtý syn c. k. polního podmaršála hraběte Františka Ludvíka Coudenhove (1783–1851). Jako podporučík vstoupil v roce 1833 do armády a sloužil u různých posádek v monarchii. Postupoval v hodnostech (rytmistr 1842, major 1849), vyznamenal se v bojích proti uherským povstalcům v letech 1848–1849 a obdržel Řád Marie Terezie. V roce 1856 byl povýšen na plukovníka a později byl velitelem posádky ve Staré Boleslavi (1859–1866). V roce 1859 dosáhl hodnosti generálmajora a byl jmenován císařským pobočníkem. Zúčastnil se prusko-rakouské války a v bitvě u Hradce Králové velel 3. sboru jezdeckých záloh. V roce 1866 byl povýšen na polního podmaršála, ale již o rok později ze zdravotních důvodů odešel do výslužby. Byl též c. k. tajným radou a komořím. Zemřel v Bad Ischlu, kde je také pohřben.

## Rodina
Jeho manželkou byla od roku 1851 baronka Leopoldina Honrichsová (1826–1894), c. k. palácová dáma a dáma Řádu hvězdového kříže. Měli spolu šest dětí. Po vymření rodu Honrichsů přijali synové jméno Coudenhove-Honrichs a zdědili velkostatek Kunštát na Moravě.
Karlův mladší bratr František Karel (1825–1893) založil rodovou linii Coudenhove-Kalergi sídlící v západních Čechách na velkostatku Poběžovice.

### Děti
- 1. Josefa Leopoldina (6. 7. 1853 Pápa – 16. 3. 1940 Kiel)
  - ⚭ (1873) hrabě Josef Bedřich František von Hahn (14. 11. 1847 – 13. 6. 1933 Kiel)
- 2. Augusta Gabriela Josefína (12. 2. 1855 Budapešť – 22. 4. 1933 Křetín)
  - ⚭ (1872) hrabě Theodor Desfours-Walderode (25. 4. 1841 Hrubý Rohozec – 1. 5. 1894 Křetín)
- 3. František Josef (20. 9. 1856 Kecskemét – 26. 12. 1912 Kunštát)
  - ⚭ (1889) hraběnka Marie Thekla Coudenhove-Kalergi (31. 5. 1865 Poběžovice – 27. 3. 1933 Kunštát)
- 4. Konrád Kuno (15. 3. 1858 Kecskemét – 6. 6. 1915 Vídeň)
  - ⚭ (1887) hraběnka Ernestine Maria Breuner-Enckevoirt (17. 8. 1861 Grafenegg – 22. 10. 1945)
- 5. Karel Josef (18. 7. 1859 Kunštát – 19. 1. 1920 Petropavlovsk-Kamčatskij)
  - ⚭ (1883) Paula von Handel (6. 8. 1863 Bad Vöslau – 21. 5. 1934 Oberstdorf)
- 6. Alžběta Leopoldina (20. 8. 1860 Kunštát – 19. 1. 1932 Vídeň), svobodná a bezdětná